# Machilus glabrophylla
Machilus glabrophylla là loài thực vật có hoa trong họ Nguyệt quế. Loài này được J.F. Zuo miêu tả khoa học đầu tiên năm 1995.